# Snellville
Snellville is een plaats (city) in de Amerikaanse staat Georgia en valt bestuurlijk gezien onder Gwinnett County.

## Demografie
Bij de volkstelling in 2000 werd het aantal inwoners vastgesteld op 15.351.
In 2006 is het aantal inwoners door het United States Census Bureau geschat op 19.983, een stijging van 4632 (30.2%).

## Geografie
Volgens het United States Census Bureau beslaat de plaats een oppervlakte van
25,1 km², waarvan 25,0 km² land en 0,1 km² water. Snellville ligt op ongeveer 285 m boven zeeniveau.

## Plaatsen in de nabije omgeving
De onderstaande figuur toont nabijgelegen plaatsen in een straal van 16 km rond Snellville.